# Poljana Sutlanska
Poljana Sutlanska is een plaats in de gemeente Zagorska Sela in de Kroatische provincie Krapina-Zagorje. De plaats telt 122 inwoners (2001).